# Marienkirche (Großenhain)

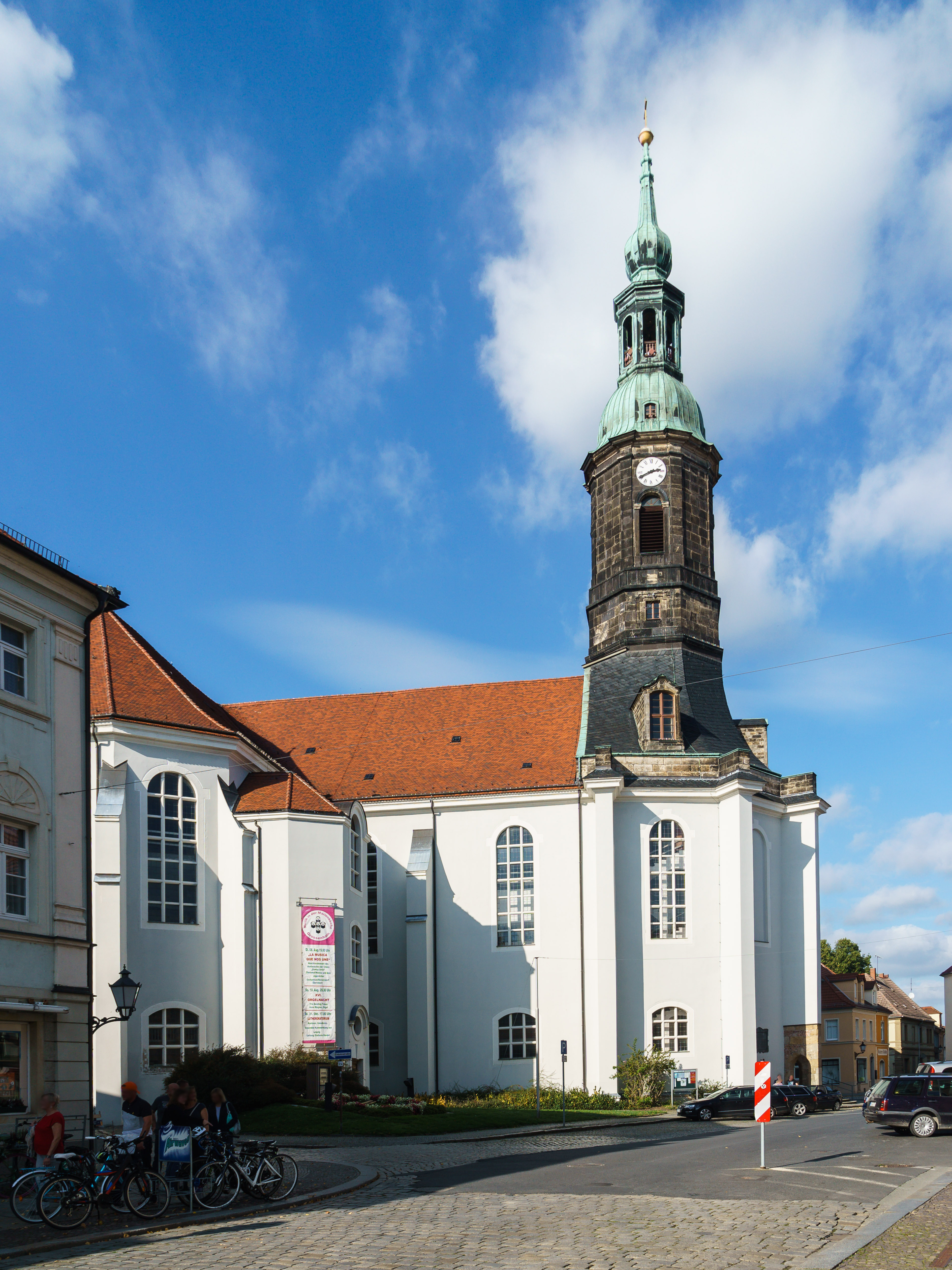
Marienkirche Großenhain

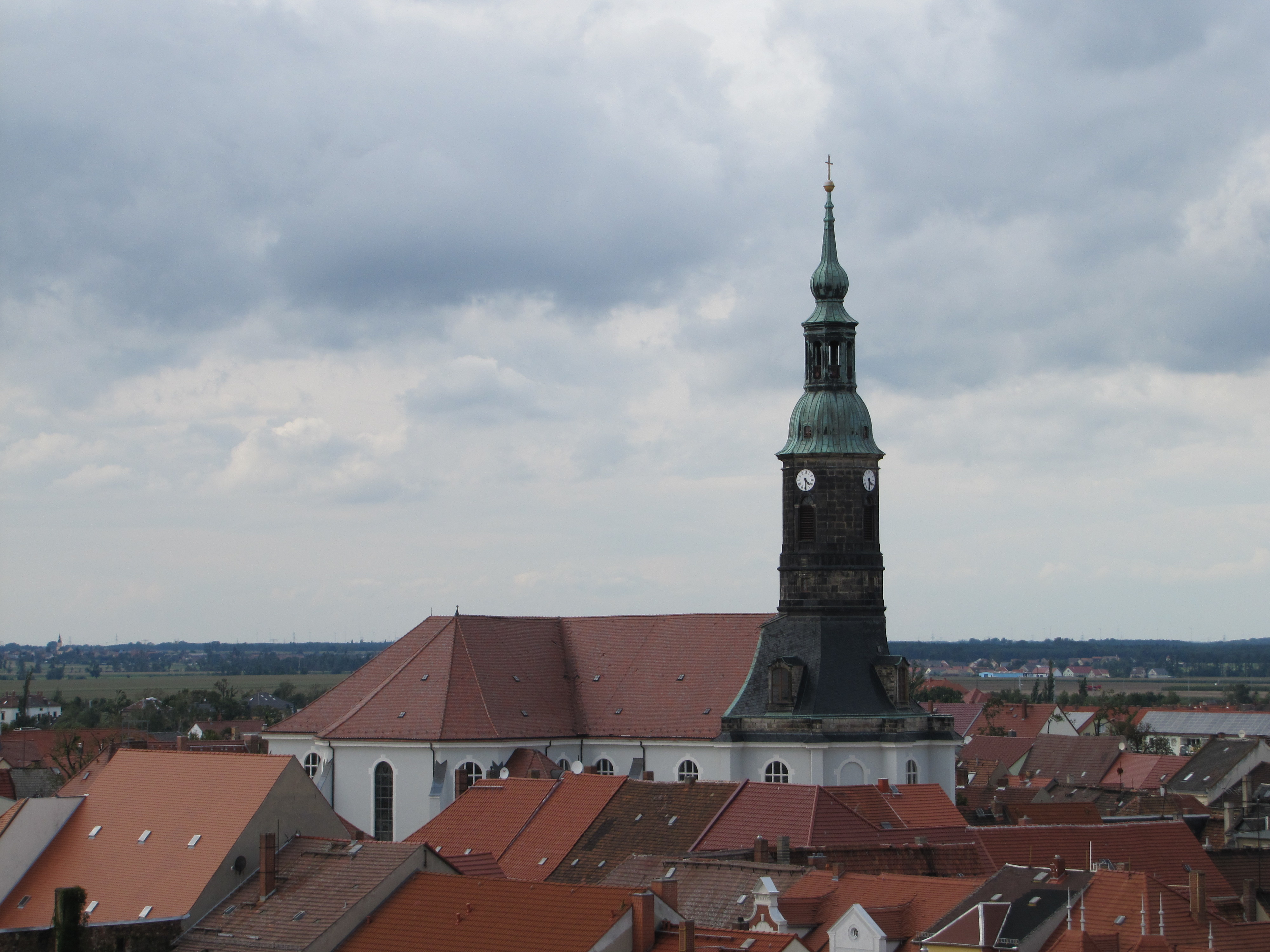
Ansicht der Marienkirche über den Dächern Großenhains von Südosten

Die Marienkirche ist eine evangelische Kirche in Großenhain, die von 1746 bis 1748 vom Dresdner Ratszimmermeister Johann George Schmidt und dem Ratsmaurermeister Johann Gottfried Fehre an der Stelle einer spätgotischen Hallenkirche erbaut worden ist. „Von Schmidts großen Kirchenbauten ist nur noch die Großenhainer Marienkirche im weitestgehenden Originalzustand erhalten.“ Der Sakralbau zählt „zu den originellsten Raumschöpfungen der sächsischen Kirchenkunst des späten Barock“. Sie ist das Gotteshaus der Kirchgemeinde Marienkirche Großenhain und war die Ephoralkirche des ehemaligen Kirchenbezirks Großenhain.

## Geschichte

### Vorgängerkirchen

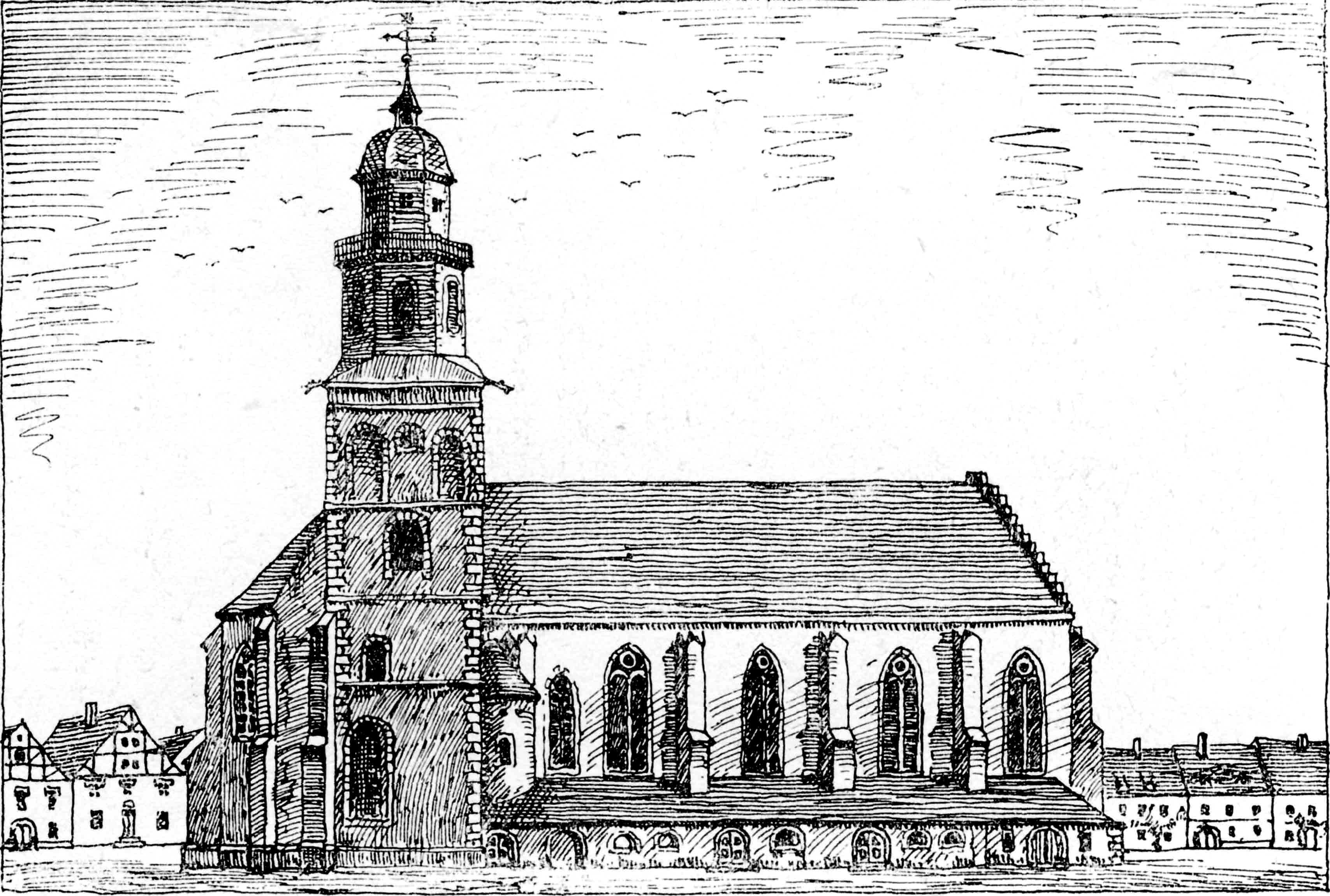
Die alte Marienkirche Großenhain

Über die Form und Gestalt der Vorgängerkirchen ist wenig überliefert. Die Umfassungsmauern der Marienkirche sind weitgehend auf denen der letzten Vorgängerkirche aufgebaut. Bald nach der Zerstörung der damaligen Kirche durch die Hussiten im Jahr 1429 erfolgte ihr Wiederaufbau. 1440 begann man mit dem Ausbau zu einer dreischiffigen spätgotischen Hallenkirche mit breitem Mittelschiff und schmaleren Seitenschiffen. Der Hochaltar wurde 1470 geweiht. Nach der Rekonstruktion von Cornelius Gurlitt hatte die Kirche einen Hallenumgangschor, wie die St.-Marien-Kirche in Herzberg. Der Turm stand am nördlichen Seitenschiff. Am Turm lag auch eine Kapelle. An der Südseite gab es zwei angebaute Kapellen. An der Westseite des heutigen Hauptschiffes ist eine Wendeltreppe erhalten, die auf einen zweigeschossigen Anbau hindeutet. Das Dach war nach Überlieferungen mit Schiefer gedeckt und mit vielen kleinen Türmchen verziert. 1540 wurde die Kirche durch einen Brand zerstört.
Die Kirche war damals mit zahlreichen Epitaphen ausgestattet und hatte 13 Altäre. 1593 erhielt die Kirche „dem Pabste zu Trotze“ eine Kanzel. Kurz vor dem Stadtbrand am 8. Juni 1744 wurde die Kirche gründlich erneuert. Das Feuer zerstörte die Kirche, wobei der Turm am 17. Juni einstürzte, und die Kirche bis auf die Umfassungsmauern zerschlug.

### Baugeschichte

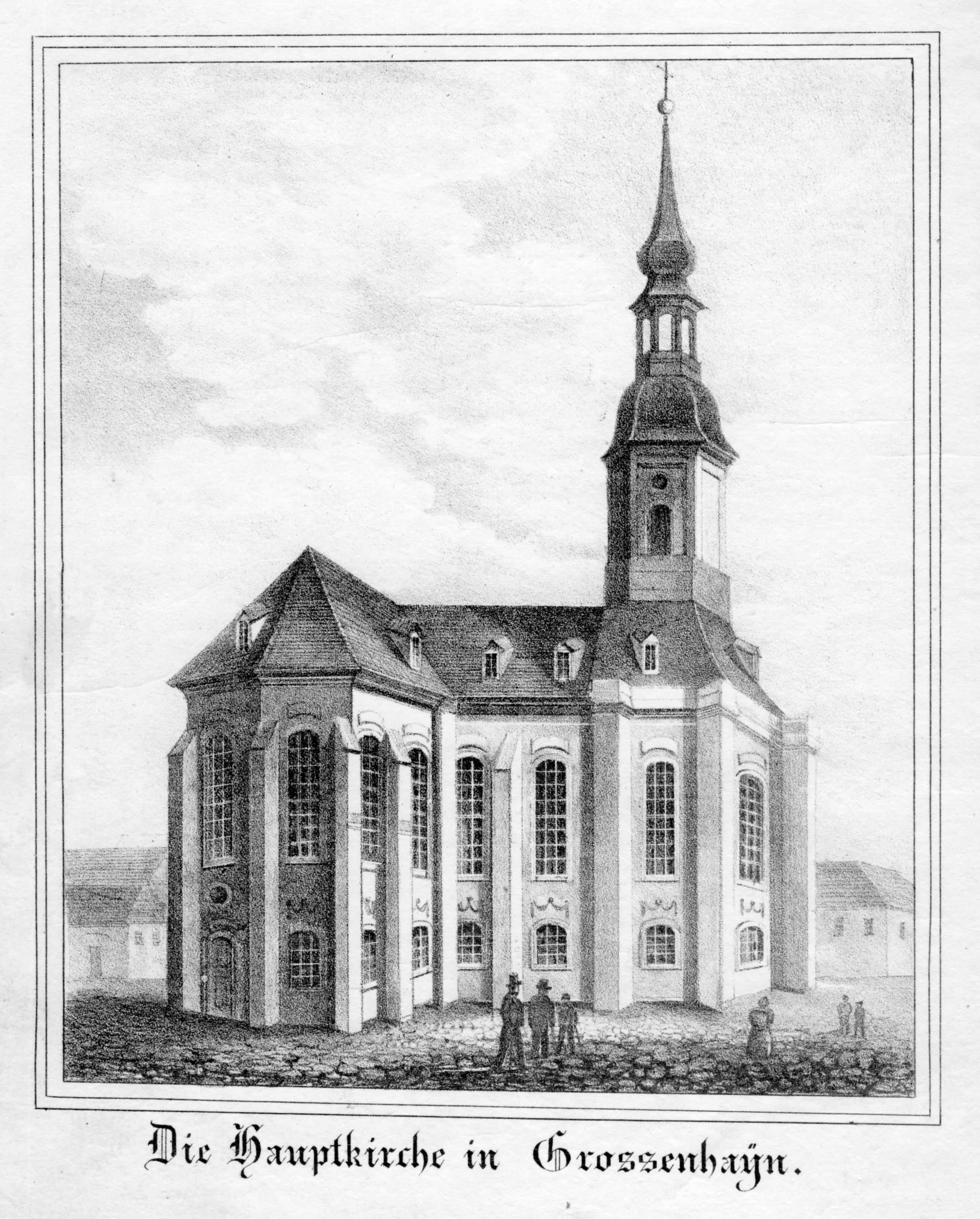
Die neue Marienkirche um 1844

Am 7. September 1744 erließ die Landesregierung ein Baureglement, das einen einheitlichen Wiederaufbau der Stadt garantieren sollte. Im Herbst desselben Jahres begann das Oberkonsistorium in Dresden mit der Bauplanung. Baumeister Johann George Schmidt wurde beauftragt, eine neue Kirche an gleicher Stelle zu errichten. Die Bauarbeiten dauerten bis 1748 an. Am dritten Advent des Jahres war die Kirche mit dem nötigsten ausgestattet und wurde eingeweiht. Erst 1755 wurde der Kanzelaltar aus Sandstein und Gips vom Lommatzscher Bildhauer Friedrich Wilhelm Mieth geschaffen. 1802 wurde der nach einem Entwurf von Samuel Locke erbaute Turm nach knapp zweijähriger Bauzeit eingeweiht.
1855 erhielt der Turm ein Viergeläut und das Innere der Kirche wurde erstmals renoviert. Die zweite Innensanierung und der Neubau der Orgel wurden 1901 realisiert. 1972 erfolgte die dritte Sanierung, die 18 Jahre andauerte. Dabei wurden vor allem das Dach, der Turm und die Fenster saniert und der Innenraum neu ausgemalt.
Der Katharinenaltar, der im 16. Jahrhundert für die Katharinenkirche geschnitzt wurde und nach deren Abbruch 1869 stark beschädigt in die Marienkirche kam, wurde 1983 nach erfolgter Restaurierung als Dauerleihgabe an die Chemnitzer Schloßkirche gegeben.
2001 wurde die Orgel überholt, 2004/05 wurden Fassade und Dach erneuert. Die Fenster wurden erneuert, und die Kirche erhielt einen hellgrauen Außenanstrich wie 1855.

## Beschreibung

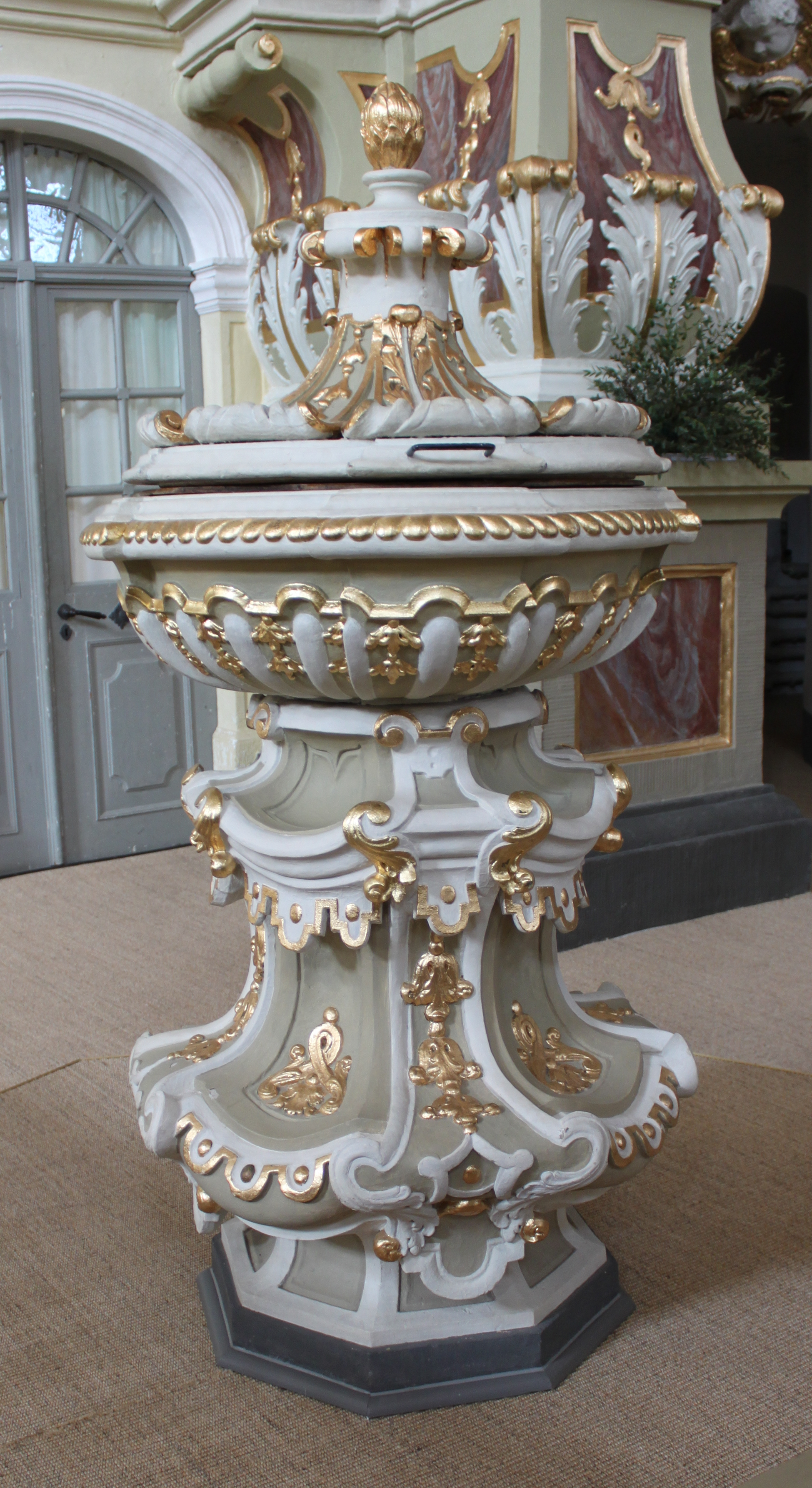
Taufstein

Der Grundriss der Kirche hat „eine in Sachsen einmalige T-Form.“ Auf der Nordseite wurden der Altar, Kanzel sowie die Altarorgel übereinander errichtet. Der Kanzelaltar wurde nach Entwürfen Schmidts 1755/1756 vom Lommatzscher Bildhauer Friedrich Wilhelm Mieth geschaffen. Die Orgel wurde 1777/1778 von Johann Gottlieb Mauer aus Leipzig erbaut. Ein buntes Glasfenster, das Luther und Melanchthon zeigt, wurde 1883 von der Familie Zschille gestiftet.

### Taufstein
Der von einem unbekannten Künstler gestaltete Taufstein wurde 1748 fertiggestellt. Er besteht aus Sandstein und hat einen Holzdeckel.

### Orgel

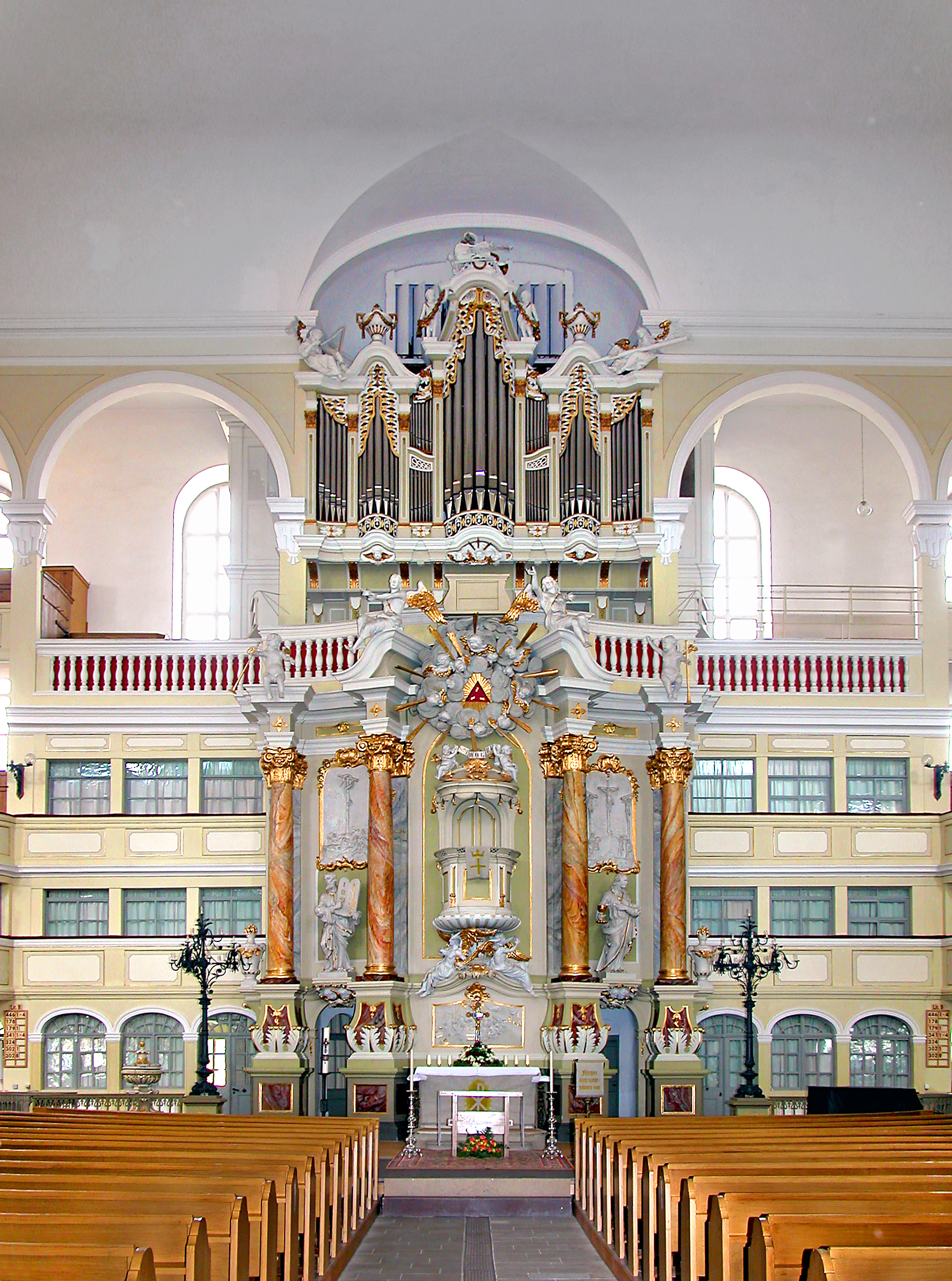
Nordseite mit Kanzelaltar und Orgel

Die erste Orgel wurde 1778 durch Johann Gottlieb Mauer aus Leipzig errichtet.
1901 bauten die Dresdner Orgelbauer Gebrüder Jehmlich das bis heute verwendete Instrument. Es hat 53 Register auf drei Manualen und Pedal (3758 Pfeifen). 2001 wurde die Orgel von der Firma Groß aus Waditz in einer Generalreparatur überholt. Dabei erhielt der Prospekt wieder echte Zinnpfeifen. Zur „Orgelnacht“ am 18. August 2001 wurde die Orgel wieder eingeweiht. Das Instrument hat pneumatische Trakturen. Die Disposition lautet wie folgt:
| I Hauptwerk C–a3 |                 |       |
| 1.               | Prinzipal       | 16′   |
| 2.               | Gedackt         | 16′   |
| 3.               | Prinzipal       | 8′    |
| 4.               | Bordun          | 8′    |
| 5.               | Salicional      | 8′    |
| 6.               | Oktave          | 4′    |
| 7.               | Hohlflöte       | 4′    |
| 8.               | Oktave          | 2′    |
| 9.               | Nachthorn       | 2′    |
| 10.              | Quinte          | 2 ⁄3′ |
| 11.              | Cornett IV-V    | 8′    |
| 12.              | Rauschwerk IV-V |       |
| 13.              | Mixtur IV-V     |       |
| 14.              | Trompete        | 8′    |

| II Brustwerk C–a3 |            |       |
| 15.               | Quintatön  | 16′   |
| 16.               | Prinzipal  | 8′    |
| 17.               | Gedackt    | 8′    |
| 18.               | Quintatön  | 8′    |
| 19.               | Oktave     | 4′    |
| 20.               | Rohrflöte  | 4′    |
| 21.               | Salicet    | 4′    |
| 22.               | Oktave     | 2′    |
| 23.               | Flachflöte | 2′    |
| 24.               | Sifflet    | 1′    |
| 25.               | Quinte     | 1 ⁄3′ |
| 26.               | Scharf IV  |       |
| 27.               | Krummhorn  | 8′    |
| 28.               | Regal      | 4′    |

| III Schwellwerk C–a3 |                 |        |
| 29.                  | Gedackt         | 16′    |
| 30.                  | Rohrflöte       | 8′     |
| 31.                  | Gemshorn        | 8′     |
| 32.                  | Dulciana        | 8′     |
| 33.                  | Prinzipal       | 4′     |
| 34.                  | Holzflöte       | 4′     |
| 35.                  | Nasat           | 2 ⁄3′  |
| 36.                  | Spitzgambe      | 2′     |
| 37.                  | Querflöte       | 2′     |
| 38.                  | Blockflötenterz | 1 3⁄5′ |
| 39.                  | Schwiegel       | 1′     |
| 40.                  | Zimbel III-IV   |        |
| 41.                  | Oboe            | 8′     |
|                      | Tremolant       |        |

| Pedal C–f1 |                |         |
| 42.        | Prinzipal      | 16′     |
| 43.        | Subbaß         | 16′     |
| 44.        | Gedacktbaß     | 16′     |
| 45.        | Quintbaß       | 10 2⁄3′ |
| 46.        | Gedacktflöte   | 8′      |
| 47.        | Oktavbaß       | 8′      |
| 48.        | Oktavbaß       | 4′      |
| 49.        | Prinzipalflöte | 2′      |
| 50.        | Hintersatz VI  |         |
| 51.        | Posaune        | 16′     |
| 52.        | Trompete       | 8′      |
| 53.        | Clarine        | 4′      |

- Koppeln: II/I, III/I, III/II, I/P, II/P, III/P

### Osterfenster

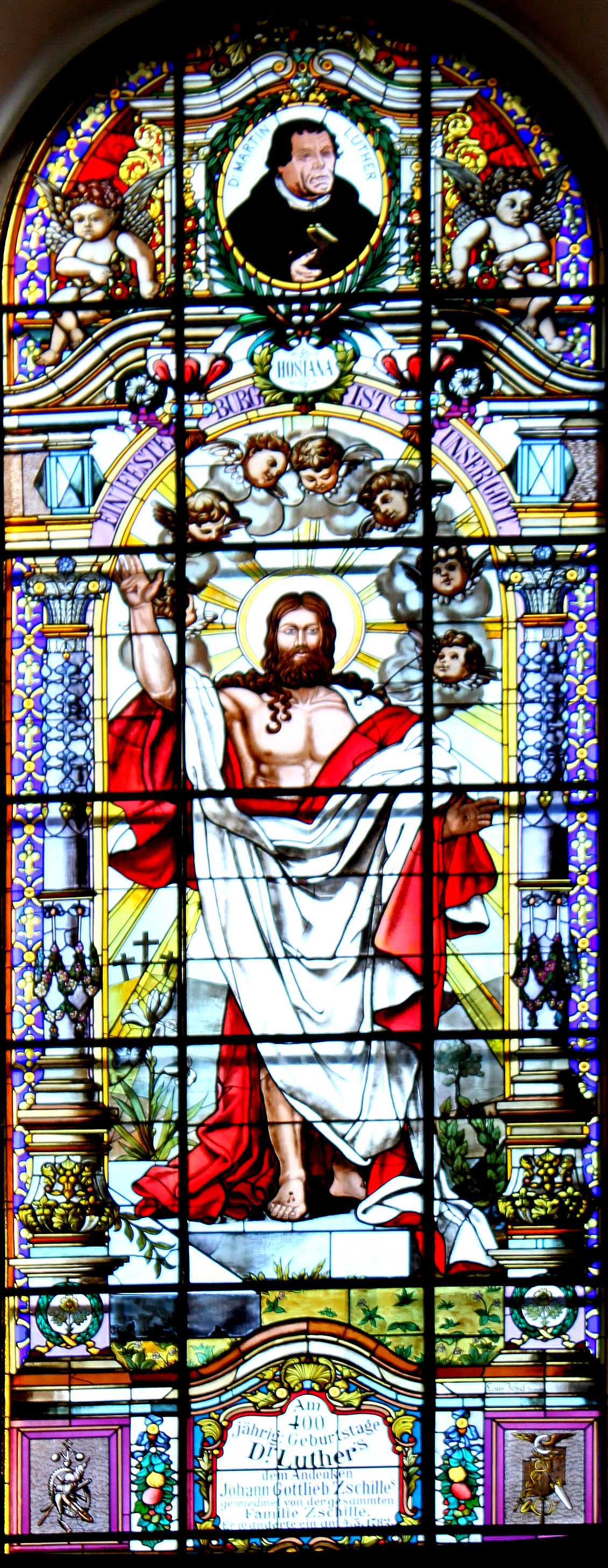
„Osterfenster“ mit Luther-Porträt

Das „Oster-“ oder auch „Lutherfenster“ wurde 1883 anlässlich des 400. Geburtstags Martin Luthers von der Großenhainer Familie Zschille gestiftet. 2005 wurde es restauriert und mit einer Schutzverglasung in einem Stahlrahmen neu eingebaut.

### Betstuben
Zur Finanzierung des Kirchenbaus konnten wohlhabende Bürgerfamilien speziell eingerichtete Betstuben für 200 rheinische Thaler oder zwei Ochsen erwerben. Die Betstuben wurden privat möbliert und mit kleinen Öfen ausgestattet. Das Mobiliar ist teilweise noch erhalten. Die Räume sind nach vorn hin verglast und liegen unter der zweiten Empore ringförmig über dem Schiff. 1855 wurden die Räume das letzte Mal grün-weiß tapeziert.

### Geläut
Die vier Bronzeglocken wurden 1855 von Johann Gotthelf Große in Dresden gegossen und am 15. September 1855 geweiht. Sie sind gestimmt auf die Töne h, D, Fis und H. Die große Glocke hat einen Durchmesser von 162 cm. Das Gewicht der Glocken beträgt 2150, 1300, 750 bzw. 300 Kilogramm. Das Geläut wurde bis 1928 von Hand betrieben. Im Zweiten Weltkrieg wurden zwar drei der vier Glocken zum Einschmelzen nach Hamburg verbracht, kamen nach dem Krieg unversehrt von einem Glockenfriedhof zurück und konnten 1947/48 wieder im Turm der Marienkirche aufgehängt werden.

## Bilder

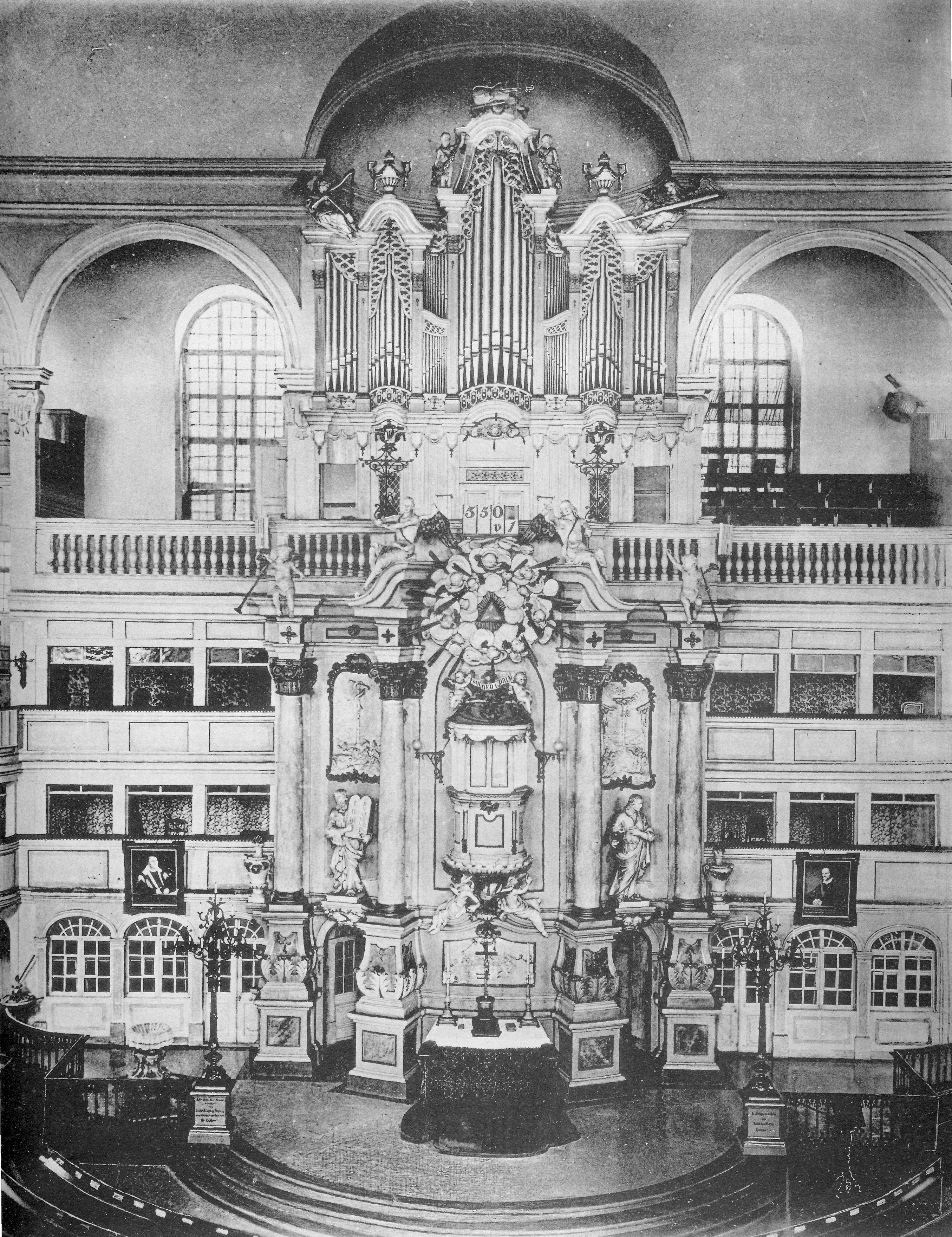
Altarplatz um 1890
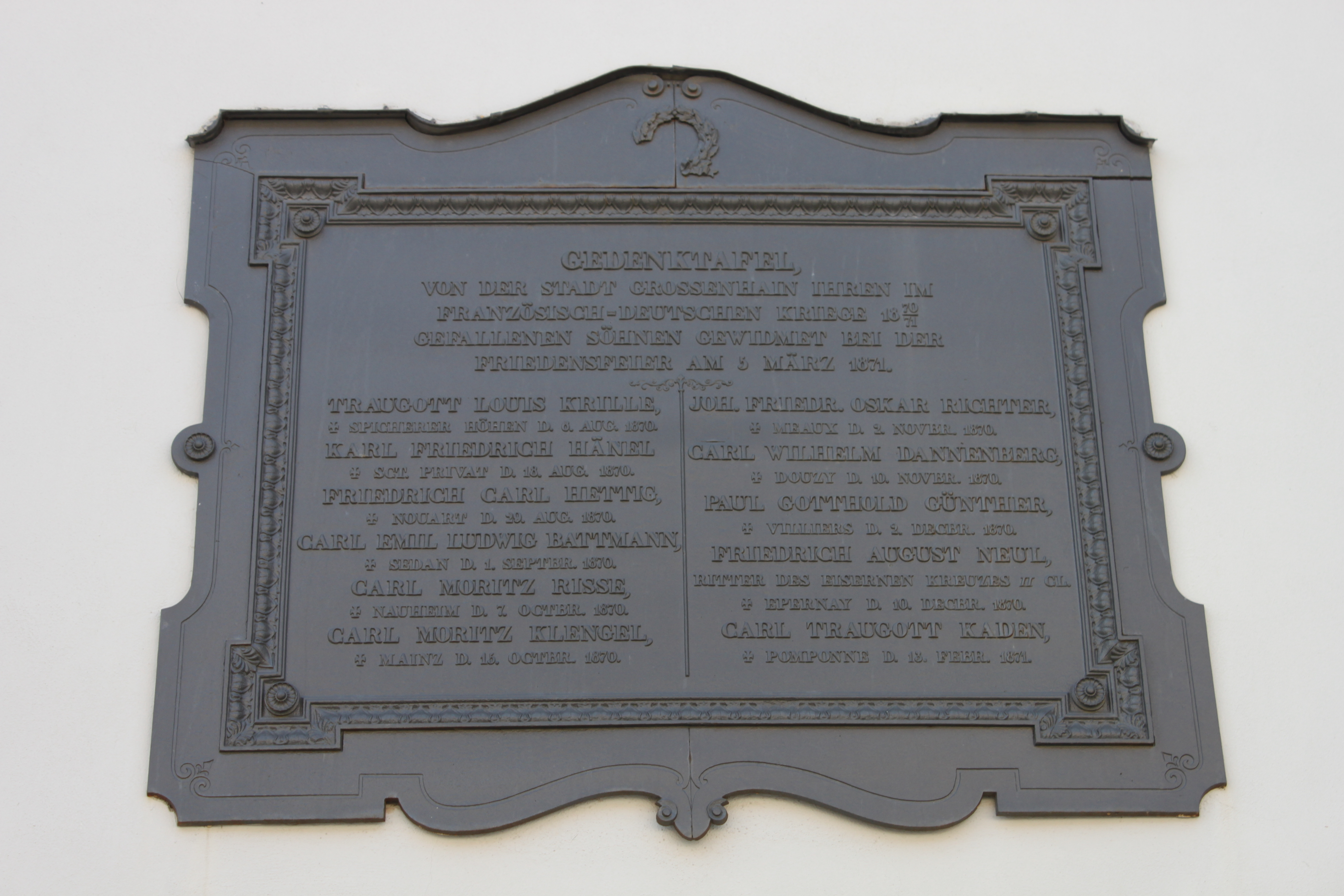
Gedenktafel an der Kirche
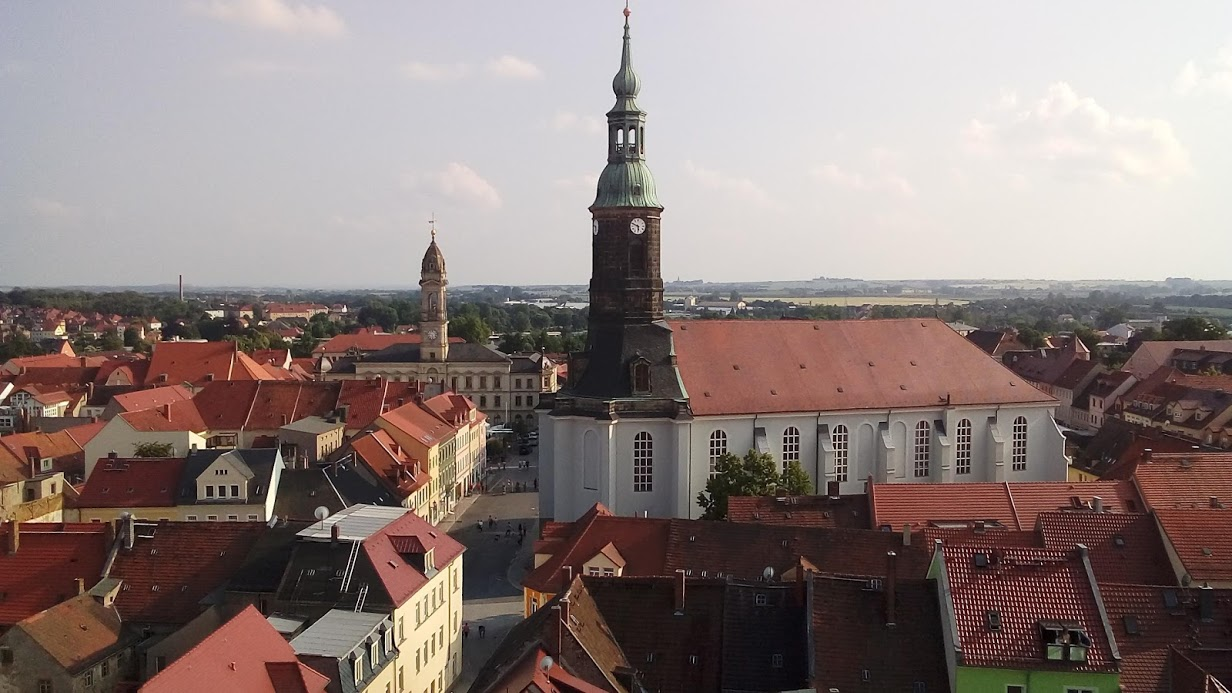
Ansicht von Norden
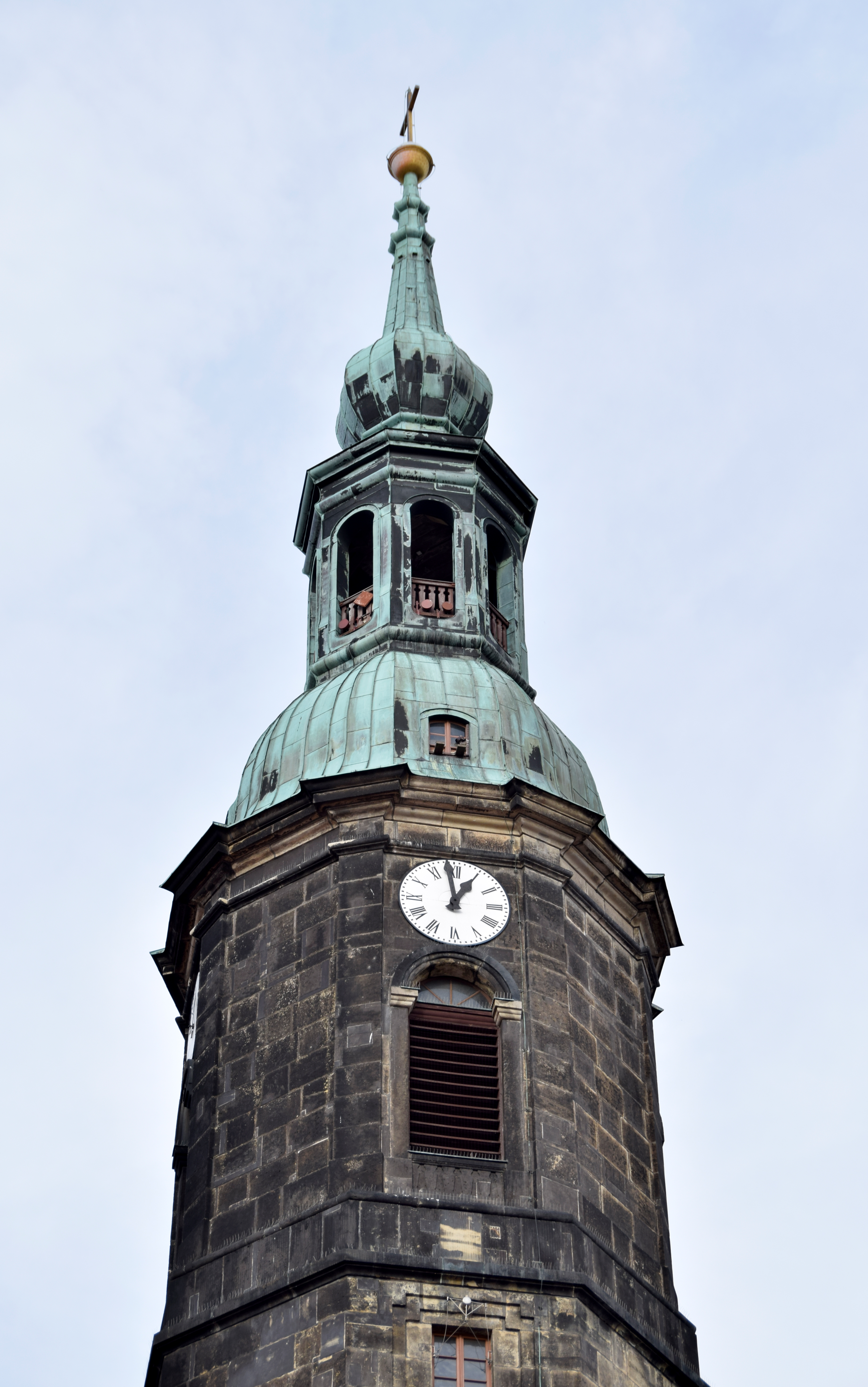
Turm der Marienkirche